# Kronoby socken
Kronoby socken är den socken som var ursprunget till nuvarande kommunen Kronoby.
Kronoby socken avskildes slutligen från storsocknarna Pedersöre och Karleby år 1608 i samband med den jordrevning, som då förrättades i Österbotten. Stommen i den nya socknen utgjordes av Poras by och Terjärv by i Karleby, Håpsala och Åminne byalag i Pedersöre. Byarna omfattade i allt 75 rökar. Samma år tilldelades Kronoby ytterligare Knifsund by i Karleby med 25 rökar. Socknen kom således att omfatta sammanlagt 100 rökar. Kapellanen i Karleby Mårten Jacobi utnämndes till den nya socknens första kyrkoherde den 21 augusti 1607. 
(Gränsen mellan storsocknarna Pedersöre och Karleby gick längs älven. På 1300-talet fanns i Österbotten bara tre storsocknar. Det var Närpes, Korsholm och Pedersöre.  Pedersöre storsocken omfattade, innan Karleby avskildes, ett område från Vörå i söder till Kemi i norr). 
Kronoby älvdal har betydligt äldre historia än socknen. Hit kom kolonisatörer från västra sidan av bottniska viken, från Hälsingland, som då utgjorde hela norra Sverige. Men det var ingen samordnad kolonisation, utan skedde spontant under flera hundra år fram till 1300-talet, då en mera målmedveten inflyttning synes ha inletts. 
| ”                                                 | Konung Magnus Erikssons brev av åren 1329 och 1345 till invånarna i Salo och Kemi angående tionden ge vid handen att det svenska väldet på östra sidan av Bottenhavet i början av 1300-talet omslöt hela kustlinjen och i norr mötte den kolonisation, som skett längs den norrländska kusten. En svenska bosättning i Kronoby älvdal kan sålunda antagas ha existerat redan vid 1300-talets ingång | „ |
| – Helmer Tegengrens Kronoby sockens historia 1943 | |   |

## Skeppsvarvet på Kronholmen
| ”                   | De österbottniska timmermännens duglighet, som visat sig både vid varvsarbeten i Sverige och vid byggandet av det skepp, som Reenstierna demonstrerade för rikets herrar, föranledde amiralitetet att 1673 med kyrkoherden i Kronoby Jacobus Brennerus överenskomma om ett skutbygge för örlogsflottans räkning. Skutan byggdes på Jouxholmen i Kronoby älvs mynning, och i juni 1673 sändes skepparen Pehr Holm för att upptackla det nya fartyget. Skutan fick namnet Cronelund, intog brädlast och avseglade till Stockholm” ”I oktober 1673 fattades beslut om att i Kronoby upprätta ett örlogsvarv, och mästerknekten Erik Andersson Sande sändes över för att leda skeppsbyggeriet. Sande var kronobybo. Han var son till Anders Olofsson på Sandbacken i Kronoby. Mellan åren 1675 och 1704 hade i Kronoby byggts icke mindre än 67 fartyg enbart för örlogsflottans räkning. | „ |
| – Helmer Tegengrens | |   |

Även om inga fler fartyg byggdes för amiralitetets räkning, så fortsatte skeppsbyggeriet i Kronoby, men nu byggde man handelsfartyg till städernas köpmän och redare. Det blev ett uppehåll i skeppsbyggeriet under Stora ofreden och de närmaste åren efter, då virke främst behövdes till uppbyggnad av förstörda bostäder, men sedan tog det fart igen. Detta fortgick sedan under hela 1700-talet och en bit in på 1800-talet.